# タカハ都市科学研究所
タカハ都市科学研究所（タカハとしかがくけんきゅうじょ）は、東京都港区に本社を置く、市街地再開発事業のコンサルタント・設計を行う企業。

## 概要
関東地方を中心に再開発事業への参画している。都市再開発法による第一種市街地再開発事業組合施行の第1号となった再開発「岡崎市康生西地区第一種市街地再開発事業」のコンサルタントを担当している。都市計画コンサルタント協会会員。

## 組織
- 総括本部
- 開発本部
  - 開発計画部
- 事業本部
- 建設本部
  - 都市計画部

## 実績
- 有楽町イトシア（有楽町駅前第1地区再開発事業、東京都千代田区）
- サザンスカイタワー八王子（八王子駅南口地区第一種市街地再開発事業、東京都八王子市）
- 調布サウスゲートビル（調布駅南第1地区第一種市街地再開発事業、東京都調布市）
- フォーリス（府中駅南口第二地区再開発事業、東京都府中市）
- 北浦和ターミナルビル（埼玉県さいたま市浦和区）
- フォーシーズンズ志木（志木駅東口地区再開発事業、埼玉県志木市）
- エルミこうのす（鴻巣駅東口A地区第一種市街地再開発事業、埼玉県鴻巣市）
- センシティ（千葉新町地区再開発事業、千葉県千葉市）
- アクア木更津（木更津駅西口地区再開発事業、千葉県木更津市）
- シティタワー宇都宮（宇都宮馬場通り西地区再開発事業、栃木県宇都宮市）
- トモスみと（大工町1丁目地区第一種市街地再開発事業、茨城県水戸市）
- フェニックス大手イースト（大手通中央東地区再開発事業、新潟県長岡市）
- 岡崎シビコ（岡崎市康生西地区第一種市街地再開発事業、愛知県岡崎市）
- 東池袋五丁目地区第一種市街地再開発事業（東京都豊島区）